# 日下玉巳
日下 玉巳（くさか たまみ、1999年8月17日 - ）は、日本の女優（元子役）、映画監督。神奈川県出身。

## 出演

### テレビ番組
- わたしが子どもだったころ 山本容子篇（2007年、NHK） - 山本昌子 役
- 日本偉人大賞2007 歴史を変えた超エライ人SP（2007年、フジテレビ）

### 映画
- 口裂け女（2007年）
- ゼロの焦点（2009年）
- ひまわりと子犬の7日間（2013年）
- JKニンジャガールズ（2017年、東映）
- 0.1秒（2019年） - 奥舞花 役
- 明日の風が呼んでいる（2020年）
- いえない（2020年） - こずえ 役
- ひかるすべてのものたちよ（2021年） - 主演
- 春爆発（2021年） - 日下氏 役
- 雪崩（2021年） - 主演
- のぞみは一夜で（2021年） - 主演
- ブルーバーズの詩（2021年） - 主演
- まなみ100%（2023年） - 黒沢先輩 役

### テレビドラマ
- 復讐するは我にあり（2007年、テレビ東京） - 青木妹 役
- エリートヤンキー三郎（2007年、テレビ東京） - ワカメ 役
- 月曜ゴールデン シリーズ激動の昭和・3月10日東京大空襲 語られなかった33枚の真実（2008年3月10日、TBS） - 石川凱子 役
- トミカヒーロー レスキューフォース（2008年、テレビ愛知）
- おひさま（2011年、NHK）
- ビューティフルレイン（2012年、フジテレビ）
- 土曜ワイド劇場 逆転報道の女 NEWS 2[2]（2013年、朝日放送） - 中川裕美 役
- 49[3]（2013年、日本テレビ） - 沢村ちよ 役
- 先に生まれただけの僕（2017年10月 - 12月、日本テレビ） - 井出さやか 役
- 大河ドラマ 西郷どん（2018年1月7日 - 12月26日、NHK） - 大久保スマ 役
- 消しゴムをくれた女子を好きになった。 第2話（2022年8月1日、日本テレビ） - 山本夏樹（クラスメイト）役
- 風のふく島 第1話（2025年1月11日、テレビ東京） - 鈴木結子 役[4]

### CM
- ユーキャン「113講座をつかまえろ」篇（2009年）
- 日産自動車 SERENA「じんせい初の顔、顔、顔」篇（2009年）
- すたみな太郎「ワクワクキッズまつり」篇（2009年）
- たかの友梨ビューティクリニック「たかのジェンカ」篇（2012年）
- 日清食品 どん兵衛「街の声」篇（2012年）
- マルホ「ニキビ一緒に治そうproject」（2019年）
- カルチュア・コンビニエンス・クラブ CCCグループ 2020採用イメージムービー（2019年）
- ロート製薬 デ・オウ（2019年）
- マクドナルド 『マックハワイだよ全員集合』（2022年）

### 舞台
- ミュージカル GO, JET! GO! GO! vol.2 -浮気なJETのパレットキャット-（2016年6月3日 - 12日、東日本橋 AQUA studio） - Aチーム：メグ 役[5]
- ミュージカル GO, JET! GO! GO! vol.1（2016年10月7日 - 16日、東日本橋 AQUA studio） - Dチーム：メグ 役[6]
- 蒼い季節（東日本橋 AQUA studio） - 早紀 役
- ミュージカル GO, JET! GO! GO! vol.2 -浮気なJETのパレットキャット-（2017年4月8日 - 16日、東日本橋 AQUA studio） - Dチーム：メグ 役
- 訝る、夜へ（2019年7月）

### ミュージックビデオ
- トレスニブ「unicorn」

## 監督
- 最悪は友達さ（2021年）
  - 第10回関西学生映画祭 審査員特別賞受賞[7]。
  - 第31回ゆうばり国際ファンタスティック映画祭 ゆうばりホープ部門ノミネート。
  - MOOSIC LAB [JONINT] 2021-2022 特別招待作品
- まあるくなあれ（2021年）
  - MOOSIC LAB [JONINT] 2021-2022 特別招待作品
- 虚空（2025年公開予定）